# Herbert A. Pohl
Herbert Ackland Pohl (17 de febrer de 1916, Lisboa, Portugal - 21 de juny de 1986, Cambridge, Massachusetts, Estats Units) fou un químic estatunidenc que destacà pels seus estudis de la dielectroforesi.
Pohl naixé a Lisboa, fill de pares nord-americans. Estudià química i es graduà a la Universitat Duke, Durham (Carolina del Nord) on es doctorà el 1939 en química física. Treballà el primers anys a l'Escola de Medicina de la Universitat Johns Hopkins. Durant la II Guerra Mundial serví com a químic al Naval Research Laboratory a Washington. Treballà després en la recerca de fibres sintètiques als laboratoris companyia química DuPont a Wilmington (Delaware). Després passà per diferents universitats (Universitat de Princeton, Universitat Politècnica de Brooklyn) fins a acabar el 1964 a la Universitat d'Oklahoma, on es retirà el 1981. Després fou professor visitant en diferents universitats: Universitat d'Uppsala (1963), Universitat de Cambridge (1971) i a l'Institut de Tecnologia de Massachusetts (1984-86).
Pohl destacà en recerca de física de polímers i, especialment, sobre la dielectroforesi publicant el primer article sobre aquesta el 1951 on definí per primer cop el terme. Fou editor de la revista Journal of Biological Chemistry, coeditor de la Digest on dielectrics, i formà part del consell editorial de la Journal of Electrostatics. Publicà un manual sobre dielectroforesi, un llibre de text sobre mecànica quàntica per a científics i enginyers que fou traduït al francès, italià i japonès, i al voltant de 200 articles en revistes especialitzades.